# Hôtel de Courtès
L'hôtel de Courtès est un hôtel particulier situé au n° 36 du Cours Mirabeau à Aix-en-Provence.

## Construction et historique
Construit vers 1650 pour Joseph Courtès, avocat, il fut acquis en 1736 par Antoine de Laugier, seigneur de Saint-André.
Sous le second empire, l'hôtel abritait conjointement un cabinet de lecture et une chocolaterie.
Il fut l'hôtel particulier de la famille de Coye de Castelet, propriétaire du château de La Brillanne
Plus tard, des cafés s'y installèrent ; d'abord « Les Îles d'Or », puis le « Rich' Tavern » qui firent place à la confiserie aixoise Brémond.
Il est aujourd'hui occupé par la banque « Crédit du Nord ».

## Architecture
On notera sur la façade, une entrée à décor de refends, une tête de grotesque et des consoles supportant un balcon.

## En savoir plus